# Organización Cisneros
La Organización Cisneros S.A., actualmente llamada Cisneros, es un conglomerado de medios masivos de comunicación, entretenimiento, medios digitales, inversiones inmobiliarias, desarrollos turísticos y productos de consumo que llega a 550 millones de consumidores de habla hispana y portuguesa en América y Europa, además de llevar contenidos mediáticos a más de 90 países. Tiene su sede principal en Caracas (Venezuela) y en Miami (Estados Unidos). Su actual presidenta es Adriana Cisneros, quien sucedió a su padre al frente de la empresa tras su muerte.

## Historia

### Primeros años (1929-1969)

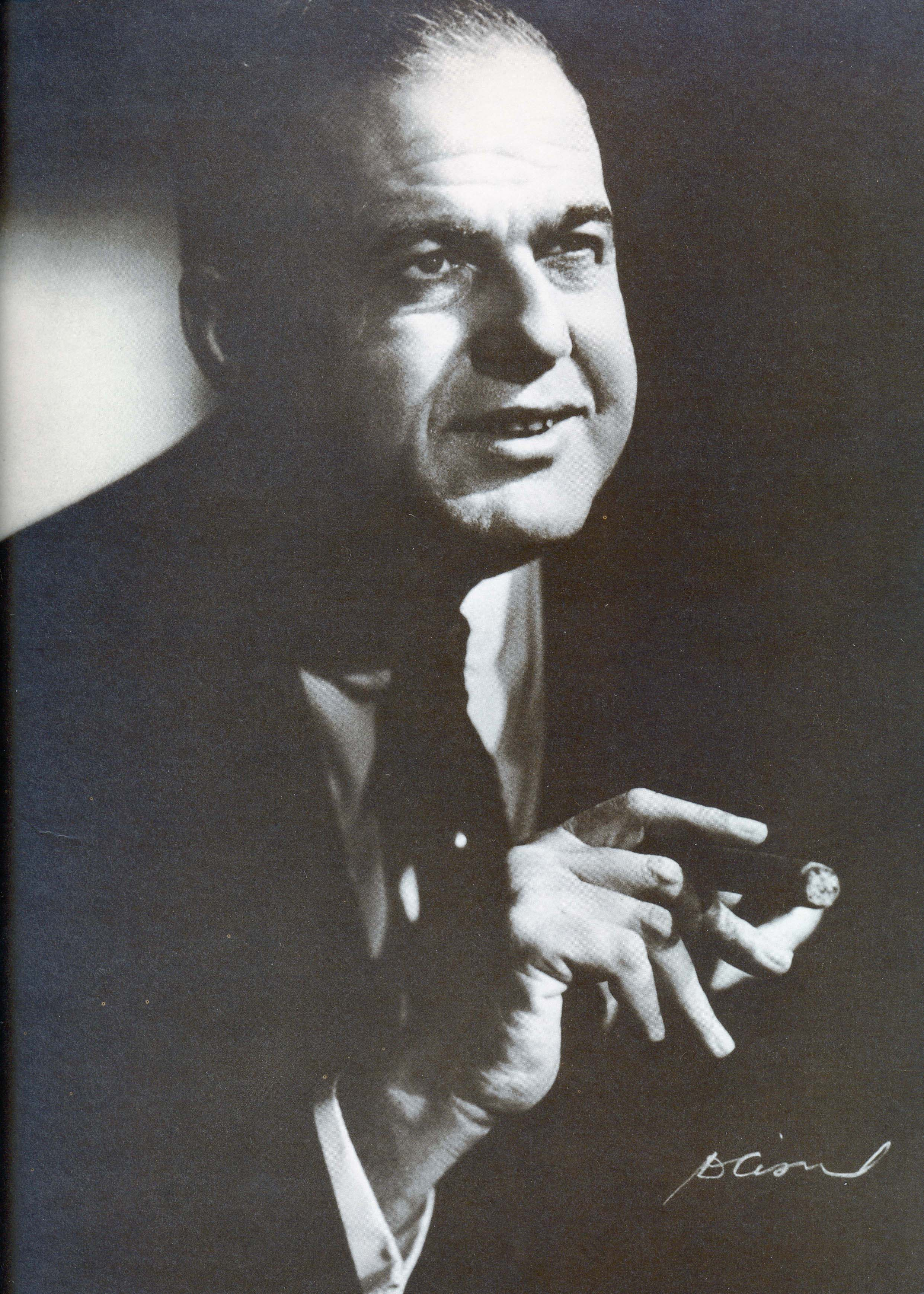
Diego Cisneros, fundador de la Organización Cisneros

La Organización Diego Cisneros (ODC) fue fundada en 1929 en Venezuela por Diego Cisneros, como un negocio pequeño de transporte de materiales. La compañía creció rápidamente y se amplió con la concesión para la manufactura y comercialización de bebidas gaseosas Pepsi Cola en Caracas.
En 1939 la empresa "D. Cisneros & Cia." obtiene la franquicia para las marcas Norge y Hamilton y Reo trucks. En este mismo año Pepsi Cola Internacional da una licencia de venta exclusiva y comercialización a D. Cisneros & Cia. para manejar sus productos en Venezuela. Esta operación se convierte en la mayor red independiente embotelladora de Pepsi Cola Internacional.
En 1952 Helados Club Ice Cream Company, más tarde conocido como "Helados Tío Rico, SA", se establece. Al año siguiente el primer plan estratégico corporativo se desarrolla para integrar las actividades comerciales e industriales de la empresa en el Grupo Cisneros.
Diego diversificó los negocios en 1961 cuando adquiere el canal de televisión Televisa que se convertiría en Venevisión. Gustavo Cisneros, su hijo, comenzó su carrera en las operaciones de medios y entretenimiento de la empresa televisiva. 
En 1968, Gustavo Cisneros asumió el cargo de Presidente y Director general de la Organización Cisneros (Bachelet, 2004). También nace la Fundación Diego Cisneros, creada para apoyar los valores democráticos, estimular el crecimiento de la iniciativa privada y fomentar los valores del libre mercado.

### Década de 1970
En 1970 Ricardo Cisneros asume el cargo de director de operaciones de la Organización Cisneros. Este mismo año se establece Gaveplast en la ciudad de Valencia para abastecer el mercado local con bolsas, estuches, y otros productos de plástico. También adquiere la licencia de Reckitt & Colman para operar como Atlantis Venezolana con una planta igualmnte ubicada en Valencia
En 1971 empieza la construcción de sus instalaciones en Medley, Florida. En 1972 Cisneros adquiere los derechos para empezar a producir y transmitir el concurso de belleza Miss Venezuela, evento que hoy en día sigue en sus manos.
En 1973 adquiere Yukery Venezolana de Alimentos, involucrado con la industria de bebidas. Los productos incluía sabores adaptados localmente y productos como Toddy, Yukery, Pampero, Gerber y Minalba, que se adquieren para 1986. Todos los productos eran marcas número uno en el momento, hasta que fue vendida (junto con Pepsi-Cola Venezuela) en 1996 a Empresas Polar. La marca Gerber fue vendida ese mismo año a la transnacional Nestlé.
En 1974 Cisneros Group of Companies adquiere una serie de estaciones de radio en Venezuela y las integra en "Circuito Radiovisión" la primera red nacional del país. También Inicia operaciones la Distribuidora O'Caña, empresa de distribución de licores importados.
En 1975 adquiere una participación mayoritaria en el CADA Automercado, primera cadena de supermercados de Venezuela. 93 supermercados se establecieron en todo el país. La cadena fue vendida en 1997. y es desaparecida en 2010.
En 1976 Cisneros Group of Companies adquiere Pharsana de Venezuela, fundada para comercializar y distribuir productos para el cuidado del bebé Chicco. También adquiere tanto Laboratorios Fisa y Distribuidora Kapina SA.

### Década de 1980
Para 1980 se forma el Grupo de Empresas Rodven para la fabricación de discos, casetes de audio y vídeo. También Burger King Corporation autoriza una franquicia exclusiva a la Organización Cisneros para operar la cadena Burger King en Venezuela.
En 1982 Proyectos Pet, C.A. se convierte en el proveedor de botellas principal para bebidas, aunque a su vez con los años sería causante de problemas con Pepsi Cola. Además Latina Televisión comienza la distribución de las producciones de Venevisión en el mercado hispano de Estados Unidos. Cisneros obtiene la licencia de las marcas French's y Cherry Blossom (marcas propiedad de Reckitt & Colman cuya subsidiaria fue Atlantis Venezolana; la cual cesó operaciones en el país en 1994) y además obtiene los derechos de la Organización Miss Venezuela.
En 1983 se adquiere como la franquicia exclusiva Pizza Hut en Venezuela de manos de Pepsico Internacional (quien era dueño de la franquicia mundialmente hasta 1997). Al año siguiente compran derechos exclusivos de Apple Computer para representar sus productos en Venezuela.
En 1986 Cisneros Group presenta un proyecto para llevar cajeros automáticos a Venezuela a través de NCR Summa Sistemas Company. También obtiene Yukery Venezolana de Alimentos, productor y distribuidor de jugos de frutas, junto a las marcas de agua mineral Minalba y San Bernardo vienen a formar parte de la cartera. 
En 1988 Cisneros Group compra aproximadamente cuatro acres de tierra en el Paternoster Square de Londres y comienza una oficina a gran escala, el desarrollo complejo de comercio era administrado en asociación con Park Tower Realty, Greycoat y Mitsubishi Estates. También se establecen Rodven Video y Rodven Colombia junto con Videomovil Color, CA una productora audiovisual que es adquirida por el Grupo.
En 1989 se crea una de sus compañías fijas, Venevisión International, para distribuir producciones del canal y terceros en el mercado hispano de los Estados Unidos y Latinoamérica.

### Década de 1990
Empezando la década de los 90s el grupo se renombraría a Organización Cisneros. Pepsi Cola y Hit de Venezuela abren Embotelladora Los Llanos, CA en Calabozo, Estado Guárico, Venezuela, su vigésima primera planta embotelladora en el país. Además la empresa Sistemas Teracom CA, proporcionando representación exclusiva de Stratus Computer y Fujitsu Ltd., se funda como parte de los Sistemas Informáticos y de Telecomunicaciones de División de la Organización Cisneros.
En 1992 Venevisión adquiere una participación en Univision (empresa también perteneciente de Televisa de Emilio Azcárraga Milmo), la cadena de televisión en hispana más conocida en los Estados Unidos, igualmente se adquiere Chilevisión, una cadena de televisión nacional en Chile. Para finalizar adquiere Cervecería Regional, una distribuidora y productora de cerveza en Venezuela. También en ese mismo año esta organización adquiere parte de las acciones de la estación televisiva Televen, con quien rompen relaciones en el año 2001.
En 1993 adquiere Pueblo Xtra Internacional, una cadena de supermercados de 52 tiendas con tiendas en Puerto Rico, las Islas Vírgenes de Estados Unidos y el sur de Florida se adquiere. La transacción también incluye 23 franquicias de Blockbuster Video. Igualmente nace Americatel, un servicio de comunicación troncal digital en Venezuela.
En 1994 algunas empresas del consorcio fueron vendidas debido a las secuelas de la crisis bancaria de ese año.
En 1995, Galaxy América Latina se funda a través de una empresa conjunta con Hughes Electronics Corporation y la Organización Cisneros, para la emisión de una red de 144 canales por satélite directo al hogar con DirecTV, que llegaba a 27 países de América Latina.
En 1996, se forma Cisneros Television Group, una empresa destinada a crear canales de televisión de pago para su distribución internacional, exclusivos por un lapso para la plataforma DirecTV. Igualmente Embotelladoras Hit de Venezuela entran en una alianza estratégica con The Coca-Cola Company, llevando así Coca-Cola FEMSA Venezuela y Hit de Venezuela. La nueva compañía de Coca-Cola dio una posición dominante en la cuota de mercado de Venezuela, pasando de un 16% a un porcentaje del 85% del mercado de refrescos en Venezuela, esto en parte producido por el lapso en que Pepsi se deja de vender mientras se buscan nuevos dueños, que serían Empresas Polar.
Para 1998 Cisneros capitaliza en el mercado iberoamericano con AOL Latin America, el servicio en línea más importante del mundo para los consumidores iberoamericanos. Es una empresa conjunta con America Online, Inc., una subsidiaria propiedad de la entonces conocida AOL Time Warner Inc.
Una alianza establecida entre el Grupo Cisneros y Hicks, Must, Tate y Furst, Inc. dio lugar a la creación de Ibero America Media Partners, un fondo de inversión de $500 millones invierte, desarrolla y adquiere propiedades de medios en América Latina, España y Portugal, del cual Chilevisión pasó a formar parte en 1999. Consiguientemente, se forma Ibero American Radio Chile, para adquirir, operar y consolidar las principales estaciones de radio en Chile.
En 1999, mediante la Fundación Cisneros, apoya el relanzamiento del canal Clase, el primer canal de televisión educativa panregional, que fue lanzado en 1996 por Galaxy Latin America, en un trabajo conjunto con Cisneros Television Group, nuevo propietario del canal. Cisneros y AEI Music Network Inc. lanzan el primer servicio de música de sólo audio multi-canal creado para el mercado de América Latina; denominada AEI Music Latin America. Finalizando se lanza en el mes de noviembre America Online Brasil.

### Década de 2000
A mediados de marzo la organización migra todas sus operaciones a Miami. Venevisión lanzaría su primera señal internacional el 28 de agosto del año 2000, con el nombre de Venevisión Continental, durante 8 años se mantuvo como un canal exitoso de entretenimiento latino. Ibero-American Media Partners invierte en El Sitio, Inc. y sigue expandiendo AOL-LA en México y Argentina.
En 2001 los Leones del Caracas, uno de los equipos de béisbol más exitosos de Venezuela, empieza a formar parte del grupo. Con la unión de Cisneros Television Group, Ibero-American Media Partners y El Sitio, se forma Claxson Interactive Group, empresa proveedora de contenidos de entretenimiento multimedios para el público de habla hispana y portuguesa, que se encargaría del portafolio de Cisneros Television Group e Ibero American Radio Chile. 
En 2002, Cisneros adquiere una participación del 20% en Backus y Johnston, la cervecería más grande del Perú. 
En 2003, compró a Claxson Interactive Group el canal Clase. Venevisión International lanzaría VeneMusic el mismo año, un sello de música internacional creado para promover los géneros populares de música latina. Al año siguiente se funda en Miami, Venevisión Studios, con un tamaño de 115,000 pies, en estos estudios se produce contenido televisivo para Estados Unidos y América Latina.
En 2006 Venevisión International lanza VeneMovies, canal de cine en español en los Estados Unidos con transmisiones 24 horas al día y sin cortes comerciales. Además se crea Siente Music, una empresa conjunta entre Venevisión International y Universal Music Latino, división de música latina de Universal Music Group.
En 2007 Cisneros y sus socios, Jerry Perenchio y Emilio Azcárraga Jean (dueños de otros porcentajes del canal), venden la cadena de televisión en español Univisión, por $13.7 billones de dólares. A su vez lanza en Venezuela el canal por suscripción Venevisión Plus.
En 2008, el Grupo Cisneros por medio de VeneMusic, anunció la firma de un contrato con Marcos Witt para comercializar los discos del cantante cristiano en el mercado secular, mientras que CanZion continuaría con los derechos de las grabaciones y de los lanzamientos en el entorno cristiano.
En julio de 2008 se decide relanzar Venevisión Continental con otro nombre especializado en el género latino actual, con el nombre de Novelisima, conservando su antigua programación pero eliminando conceptos de opinión, deportes, política, solo conservando los programas de materia de entretenimiento, telenovelas y comedia. Novelisima estuvo disponible en América Latina y Europa excepto Venezuela, República Dominicana y Colombia, ya que contaban con su feed local que son Venevisión Plus, Venevisión Plus Dominicana (lanzando en 2010) y VmasTV (lanzado en 2012) respectivamente.
En 2009 Venevisión International lanza el portal de entretenimiento Novulu, y anuncia la creación de Tropicalia, un desarrollo turístico de bajo impacto ambiental y socialmente responsable, localizado en República Dominicana. También obtiene un logro por parte de sus filiales, Stefanía Fernández (Miss Venezuela 2008) gana el certamen Miss Universo, siendo coronada por Dayana Mendoza (Miss Venezuela 2007), haciendo de Venezuela el primer país en ganar este concurso dos veces consecutivas.

### Década de 2010
En 2010 se lanza Venevisión Plus Dominicana. Al año siguiente, en 2011, el canal de estilo de vida, LifeStyle TV, fue cerrado; se forma Cisneros Interactive, con el objetivo de supervisar todas las empresas digitales de la Organización; y Venevisión celebra su 50 aniversario.
En 2012, Cl@se cerraba de forma silenciosa e inesperada. En julio del mismo año las señales de Novelísima y Venevisión Plus Dominicana se fusionaron en un nuevo canal llamado Ve Plus TV para toda Latinoamérica y España, junto a Venevisión+Plus en Venezuela y junto a la también creada en ese año VmasTV en Colombia.
El 28 de octubre de 2013, la Organización Cisneros relanzó la marca Venevisión International con el nombre de Cisneros Media Distribution junto a dos unidades de Negocio: Cisneros Interactive y Cisneros Real Estate. Aunque fue anunciado propiamente esto mediante su preventa, en 2014.
En 2014 Cisneros Media renueva sus instalaciones de producción en Miami, que estaban bajo el nombre de Venevisión Studios, y las relanza bajo el nombre de Cisneros Studios.
El 1 de mayo de 2016 la empresa decide unificar VmasTV (Colombia) con Ve Plus TV, primero pasándolo a llamar Ve Plus TV Colombia, pero el 29 de julio de 2016, las emisiones del canal, a dos meses de su renombre, cesaron sus transmisiones para solo emitir la señal internacional.

### Actualidad
Actualmente Cisneros Media Distribution (antes Venevisión International), se encarga de la distribución, mercadeo y producción de contenido de entretenimiento, avanzando significativamente el alcance mundial de las operaciones del grupo, además, es uno de los principales proveedores de programación para Univision Communications, el conglomerado en español líder en Estados Unidos.
Paralelamente a los negocios de la compañía, Gustavo Cisneros y Patricia Phelps de Cisneros, crearon la Fundación Cisneros, una institución privada sin fines de lucro, enfocada en mejorar la educación en Latinoamérica, la cual es promotora de varias iniciativas educativas dirigidas a promover la libertad de expresión, motivar el desarrollo económico y fomentar el entendimiento multicultural.
En agosto de 2013, Gustavo Cisneros nombró a su hija Adriana Cisneros de Griffin, como nueva CEO (Chief Executive Officer) de la Organización Cisneros, quien en los últimos siete años se desempeñó como Vice Chairman y Director de Estrategias de la Organización, concentrándose principalmente en el desarrollo de la Organización en el mundo digital y el comercio electrónico.
En 2016 la organización estaba en la participación por la compra del canal privado argentino Telefe, junto a ello también competirían por la adquisición las compañías Turner Broadcasting System Latin America y Viacom Media Networks, este último siendo el que obtendría al canal de televisión por un monto de $400 millones de dólares, aunque anteriormente era Turner el de mayor posibilidad. Cisneros no habría llegado a acercarse mucho a la cifra de la propuesta económica.
En 2017, Cox Communications, el tercer operador de mayor tamaño en los Estados Unidos, y Cisneros Media Distribution, anunciaron el lanzamiento de Venevisión USA como parte de la oferta para la comunidad hispana de COX en su ‘Latino Pak,’ lo que representa un paso en la expansión de Venevisión en los Estados Unidos. El canal debutó el 8 de febrero.
En 2023, incurciona en el mundo de los satélites con una inversión en AST SpaceMobile Inc. una empresa fabricante de satélites LEO (de órbita terrestre baja) con sede en Texas, EE. UU., Cisneros posee una participación del 4,7% en la empresa de satélites, valorada en unos 38 millones de dólares. En 2018, a través de la ronda de inversión de tipo Serie A de la compañía, Adriana Cisneros realizó una inversión inicial de 10 millones de dólares y, posteriormente, ayudó a incorporar a importantes patrocinadores como Vodafone Group Plc, Rakuten Group Inc. y American Tower.

## Compañías
Las empresas de la Organización Cisneros incluyen intereses mayoritarios y minoritarios en diversos negocios que se manejan directa o indirectamente a través de sociedades, empresas a riesgo compartido o alianzas; y están agrupadas en las siguientes divisiones corporativas:

### Cisneros Media
Unidad de negocios de la Organización Cisneros que incluye sus empresas de transmisión de televisión, producción, distribución de contenido, música y concursos de belleza:

#### Canales de TV por señal abierta
- Venevisión: es la principal y más grande cadena de televisión de Venezuela. Cuenta con una frecuencia de señal abierta en todo el país.[42]

#### Canales de TV por señal de paga
- Venevisión USA: es un canal de televisión por cable filial de la cadena venezolana Venevisión, operado por Cisneros Media perteneciente a la Organización Cisneros. Inició sus transmisiones el 8 de febrero de 2017 y su señal es exclusivamente transmitida en Estados Unidos.
- Ve Plus: (anteriormente Novelísima): Canal de novelas y entretenimiento, con diversa programación que combina talk shows, programas de variedades y humor.[43]
- ViendoMovies: Canal de películas en varios países de Latinoamérica.

##### Canales ofrecidos
- Clase: Canal educativo por suscripción para América Latina, ofrecido en escuelas con apoyo de la Fundación Cisneros.[44]
- VmasTV: Canal por suscripción dedicado al público colombiano, con diversos géneros y con formatos diferentes incluyendo dramáticos, reality shows, programas de humor, concursos.
- Venevisión+Plus: Canal por suscripción que ofrece 250 horas mensuales de programación en español en las que se combinan el talento y el carisma de artistas reconocidos a nivel mundial. Actualmente, Venevisión Plus, en sus distintos feeds, está presente en varios países de Latinoamérica.[45]

#### Contenido y distribución
- Cisneros Media Distribution (anteriormente Venevisión International): Empresa de entretenimiento con más de 30 años de experiencia en la distribución de contenido en español producido por la Organización Cisneros y otras empresas.[46]
- Venevisión International Productions: Es la empresa productora de contenidos para televisión y cine hispano más grande Estados Unidos y Latinoamérica, cuya programación es distribuida globalmente en más de 90 países alrededor del mundo.[47]
- Cisneros Studios: Instalación para la producción de programación televisiva, con instalaciones que incluyen tres estudios, que abarcan más de 26 000 metros cuadrados, con cámaras digitales, AES digital y la capacidad de producir programas para TV de alta definición.

#### Entretenimiento y música
- Organización Miss Venezuela: es la organización encargada de dirigir y producir los certámenes de belleza Miss Venezuela, Miss Venezuela Mundo y Mister Venezuela. Es catalogada en la década de los noventa como la empresa local de mayor éxito en el ámbito internacional,[48] esta Organización está dedicada a exaltar la belleza de la mujer venezolana y ha convertido a Miss Venezuela en uno de los certámenes con mayor cantidad de títulos a nivel internacional.[49] Hoy en día el certamen de Miss Venezuela constituye un evento multimedia.
- VeneMusic:  Compañía de música de Venevisión International que produce, promueve y distribuye música latina de distintos géneros, incluyendo temas de producciones televisivas de la Organización Cisneros.
- Siente Music: Empresa conjunta entre VeneMusic y Universal Music Latino, la división ganadora de reconocimientos de Universal Music Group.

### Cisneros Interactive
División corporativa de la Organización Cisneros que se ocupa de desarrollar negocios digitales para las audiencias hispanas de Estados Unidos y de Latinoamérica. Su estrategia de negocios está enfocada en dos áreas principales; publicidad digital, tanto en línea como móvil, y comercio electrónico. Sus principales empresas son:
- Claxson Interactive Group: compañía de medios que produce y distribuye contenidos en varios idiomas.
- RedMas: Es una red de publicidad móvil hispana y estudio móvil. Esta empresa se centra en ofrecer a sus clientes actuales y potenciales, el diseño y desarrollo de estrategias móviles que incluye la creación de portales en HTML5 y aplicaciones para distintos sistemas operativos como Android, iOS, Windows, Symbian y tabletas.[51]
- Adsmovil: red de publicidad móvil para la comunidad hispana de EE. UU. y en los mercados de América Latina en español y portugués.[52]
- Cuponidad: es un sitio de comercio electrónico con ofertas diarias que se encuentra en Perú y Venezuela.[53] En 2015 la división colombiana se declaró en quiebra.[54]
- Venemobile: sistema de telecomunicaciones de la organización.

### Cisneros Real Estate
División de la Organización Cisneros de bienes raíces encargada del desarrollo y el posicionamiento de las inversiones inmobiliarias de la empresa, integradas por propiedades comerciales, industriales y residenciales en diferentes países.
- Tropicalia: Desarrollo inmobiliario turístico de la Organización Cisneros, socialmente responsable y de bajo impacto ambiental, situado en la provincia de El Seibo, República Dominicana. Tropicalia es un proyecto sostenible a largo plazo que aspira a convertirse en uno de los destinos más lujosos en todo el Caribe.[56]

### Servicios y Productos de Consumo[57]
- Cervecería Regional: Reconocida empresas de cervezas y maltas en Venezuela.
- Viajes y Turismo (enlace roto disponible en Internet Archive; véase el historial, la primera versión y la última).: Agencia de viajes corporativa en Venezuela, en donde ofrece servicios como la entrega de boletos y asistencia al viajero en 125 países, acceso al sistema de reservaciones Sabre en Internet y servicio del centro de atención telefónica en los Estados Unidos, Europa y Latinoamérica.
- Fisa (enlace roto disponible en Internet Archive; véase el historial, la primera versión y la última).: Tiene como actividad principal, la fabricación y distribución de productos de belleza personal en Venezuela. Sus líneas de manufactura cubren productos para el cuidado del cabello, jabones y desodorantes, productos para el cuidado de la piel y fragancias para hombres y mujeres.[58]
- Americatel: Ofrece a clientes corporativos un servicio de interconexión por troncales para comunicación digital en Venezuela, empleando tecnología desarrollada por Motorola, Inc., el cual permite a un gran volumen de usuarios compartir un número relativamente pequeño de rutas de comunicación Actualmente, este servicio se ofrece en Caracas, La Guaira, Maracay, Valencia, Puerto Ordaz y Maturín.

### Deportes
- Leones del Caracas: reconocido equipo de béisbol profesional en Venezuela perteneciente a la Liga Venezolana de Béisbol Profesional

## Responsabilidad Social

### Fundación Cisneros
La Fundación Cisneros es una organización encargada de la responsabilidad social de la empresa. Ha desarrollado diversas iniciativas educativas y culturales, tales como:
- El programa educativo ACUDE, que permitió la alfabetización de 1.000.000 personas en Venezuela de 1984 a 1991.[59]
- El Centro Mozarteum; dirigido a jóvenes de todos los estratos sociales con la misión de enriquecer el desarrollo musical de Venezuela mediante el estudio y la estimación de la música.
- El Programa AME (Actualización de Maestros en Educación), una red virtual internacional de enseñanza/aprendizaje basado en las TIC para promover la capacitación de los maestros de educación básica en América Latina.[60]
- Piensa en arte/Think Art, una plataforma de educación basada en artes visuales, y diseñada bajo la premisa de que el diálogo inherente entre una obra de arte y el espectador provee un modelo para el aprendizaje interactivo y el desarrollo del pensamiento crítico.[61]
- Colección Patricia Phelps de Cisneros, conformada actualmente por núcleos de: Arte Contemporáneo, Arte Moderno, Arte Colonial, Artistas Viajeros a Latinoamérica y “Colección Orinoco”. A través de esta iniciativa, se realizan actividades como: exhibiciones, publicaciones, conferencias y becas para la investigación y la producción artística.[62]

Además de los programas de la Fundación Cisneros, cada empresa de la organización cuenta con programas en las regiones donde opera: 
- Somos lo que Queremos, una campaña de Venevisión orientada a realzar las actitudes y valores del venezolano, y promover la convivencia ciudadana. Este programa fue reconocido en 2013 como una de las mejores iniciativas de RSE por la Fundación Corresponsables de España.[63]
- Mujeres Emprendedoras, iniciativa creada en 2010 en conjunto con el Instituto de Estudios Superiores de Administración (IESA), para el desarrollo de habilidades de negocios en las mujeres.[64]
- Abuelos a bordo, programa de la agencia de viajes Saeca Carlson Wagonlit Travel, que ofrece viajes recreacionales a adultos mayores en situación de riesgo social.[65]
- Miss Venezuela, promueve entre sus candidatas la formación en RSE, desarrollo sustentable, derechos humanos y objetivos del desarrollo del Milenio de las Naciones Unidas, además de involucrarlas en diversas actividades de voluntariado.[66]
- Formación de líderes, desde el 2008, la Organización Cisneros patrocina la participación de jóvenes venezolanos en el "Programa Liderazgo para la Competitividad Global"[67] de la Universidad de Georgetown, en Washington D. C.[68]
- Voluntarios solidarios, programa de voluntariado corporativo para los trabajadores de la Organización Cisneros, en Miami, Florida.[69]
- Turismo responsable, programa de la Fundación Tropicalia que apoya el desarrollo de comunidades adyacentes a la Municipalidad de Miches en República Dominicana.[70][71]